# Serbian Journal of Electrical Engineering
Serbian Journal of Electrical Engineering (SJEE) je научни часопис у отвореном приступу који излази од 2003. године и посвећен je фундаменталним и примењеним истраживањима у области електротехнике.

## О часопису
Часопис Serbian Journal of Electrical Engineering објављује рецензиране оригиналне научне и прегледне радове из следећих области: Примењена и Теоријска електромагнетика, Инструментација и мерења, Енергетски системи, Електричне машине, Електромоторни погони, Електроника, Телекомуникације, Рачунарско инжењерство, Мехатроника, Електротехнички материјали, Техничка физика, Информационе технологије, Инжењерска математика и друго.
Oд великог је значаја за развој науке у Србији. Посебно подржава младе истраживаче и промовише њихов научни рад. Квалитет часописа је препознат и у иностранству и од 2016. године SJEE се реферише у SCOPUS-у.
Издавач часописа је Факултет техничких наука у Чачку Универзитета у Крагујевцу. 
Доступан је у библиотекама Србије и иностранству (Конгресна библиотека).

## Периодичност излажења
Часопис излази три пута годишње.

## Уредници
- Од оснивања 2003.године до 2005. године главни и одговорни уредник је био проф. др Драгутин Величковић.[4]
- Од 2005. године главни и одговорни уредник часописа је проф. др Милић Ђекић.

Уређивачки одбор часописа чине еминентни стручњаци са водећих светских и домаћих институција.

## Електронски облик часописа
Часопис се публикује у штампаном и електронском облику. Електронски облик свих свезака часописа је у отвореном приступу.

## Индексирање у базама података
- SCOPUS
- DOAJ
- EBSCO
- Scindeks